# Ocrepeira comaina
Ocrepeira comaina là một loài nhện trong họ Araneidae.
Loài này thuộc chi Ocrepeira. Ocrepeira comaina được Herbert Walter Levi miêu tả năm 1993.